# Causse Noir

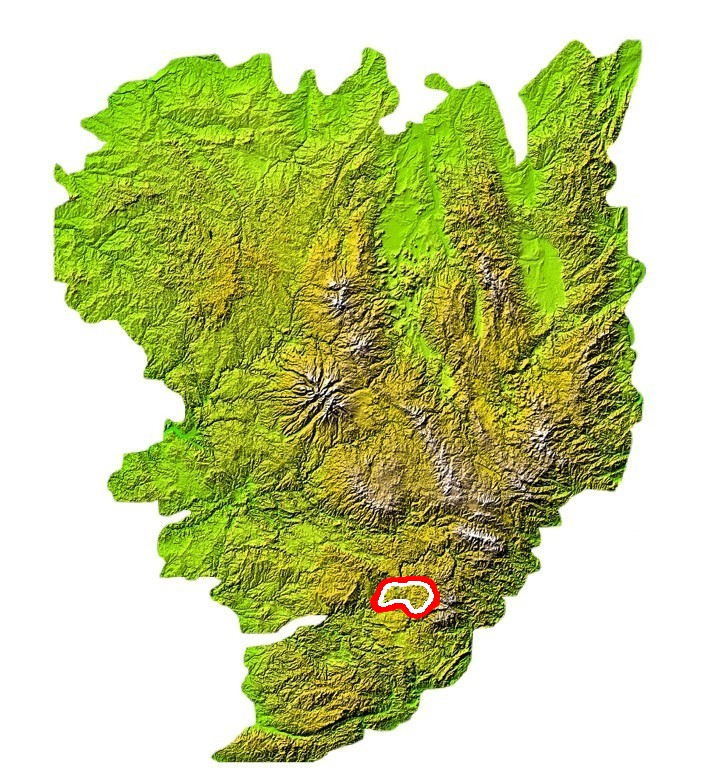
Lage der Causse noir

Die Causse Noir ist eine Kalk-Hochebene in Südfrankreich. Der Name rührt von der dunklen Pinienbewaldung auf dem Plateau her.

## Geographie
Die Causse Noir ist mit ca. 200 km² eine der kleinsten der südlich des Zentralmassiv liegenden Grands Causses. Sie wird begrenzt im Westen von der fast 500 m tiefen Tarn-Schlucht, im Norden durch die Schlucht der Jonte, welche bei Peyreleau in den Tarn mündet. Im Westen liegen die Schluchten der Dourbie. Im Osten wird der Causse von den Cevennen und dem Mont Aigoual begrenzt.
Der Causse Noir gehört zu den Départements Lozère, Aveyron und Gard.

## Sehenswürdigkeiten
- Chaos de Montpellier-le-Vieux
- Grotte de Dargilan
- Tombe de l’Antechrist